# 開央不圓唇元音
開央不圓唇元音或低央不圓唇元音是元音的一种，用于一些口语当中。国际音标没有特定的字母表示介于前音[a]和后音[ɑ]之间的元音，通常以⟨a⟩表示。若要加以严格区分，则使用附加符号标明，诸如央元音化的⟨ä⟩或音位偏后的⟨a̠⟩，但并不通用。
直至最近，字母⟨a⟩仍在非官方场合下用于央元音，并被大量用于现有语音学上的标示。因此常使用[a]表示央元音，并近似开前元音，若有必要，则使用[æ]，非正式情况下当作次开元音。此外，汉语言学界会用非官方符号⟨ᴀ⟩（小型大写字母A）。国际语音学协会2011–2012年投票否决了这个非官方的音标符号。

## 特徵
- 其元音高度為開，這意指舌頭的位置會盡量遠離齒齦。

- 其元音舌位是央，表示舌的位置是在央元音的地方，大約在前元音和後元音中間。

- 其圓唇度為不圓唇元音，嘴唇自然放鬆，不特別向前突起。

## 延伸阅读
- Barry, William; Trouvain, Jürgen, , Journal of the International Phonetic Association, 2008, 38 (3): 349–357